# 1237 км
1237 км (баш. 1237 км), известен также как 1236 км — упразднённое в 2005 году поселение Истякского сельсовета Янаульского района Республики Башкортостан.

## История
Поселение появилось при строительстве железной дороги. В селении жили семьи тех, кто обслуживал инфраструктуру Горьковской железной дороги.
Закон «О внесении изменений в административно-территориальное устройство Республики Башкортостан в связи с образованием, объединением, упразднением и изменением статуса населённых пунктов, переносом административных центров» от 20 июля 2005 года № 211-з., ст.1 гласил:

4. Упразднить следующие населённые пункты:
39) в Янаульском районе:

в) поселение железнодорожная казарма 1237 км Истякского сельсовета

## География
В поселении расположен остановочный пункт Куюк (1237 километр).

### Географическое положение
Расстояние от поселения 1236 км, от поселения 1237 км до:
- районного центра (Янаул): 12 км,
- центра сельсовета (Истяк): 5 км,
- ближайшей железнодорожной станции (Янаул): 12 км.

## Население
На 1 января 1969 года проживали 29 человек; преимущественно башкиры.